# Antonio Giovanola
Antonio Giovanola (né le 2 février 1814 à Cannobio - mort le 22 décembre 1882 à Milan) est un homme politique italien du XIXe siècle, partisan de l'unification italienne.

## Biographie
Antonio Giovanola suit des études de droit à Turin et obtient en 1836 son diplôme. Il s'engage dans la  politique très tôt en se présentant aux élections, en tant que conseiller communal (it) de sa ville. Directeur de l'école de Cannobio, il est élu conseiller provincial à Novare. Élu en 1849 député du  collège de Biandrate, il est nommé sénateur en 1861. Militant parlementaire, il sera secrétaire général adjoint aux Travaux publics en 1859 et des Finances en 1860, puis ministre des Travaux publics dans le gouvernement Urbano Rattazzi le 10 avril 1867.